# Rapala repercussa
Rapala repercussa är en fjärilsart som beskrevs av John Henry Leech 1890. Rapala repercussa ingår i släktet Rapala och familjen juvelvingar. Inga underarter finns listade.

## Bildgalleri

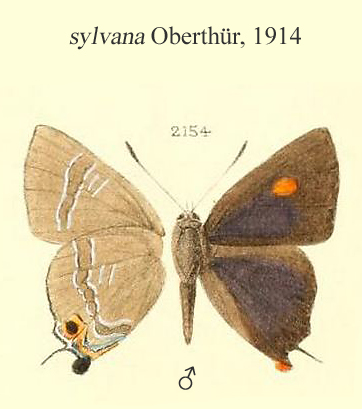